# Killesbergturm

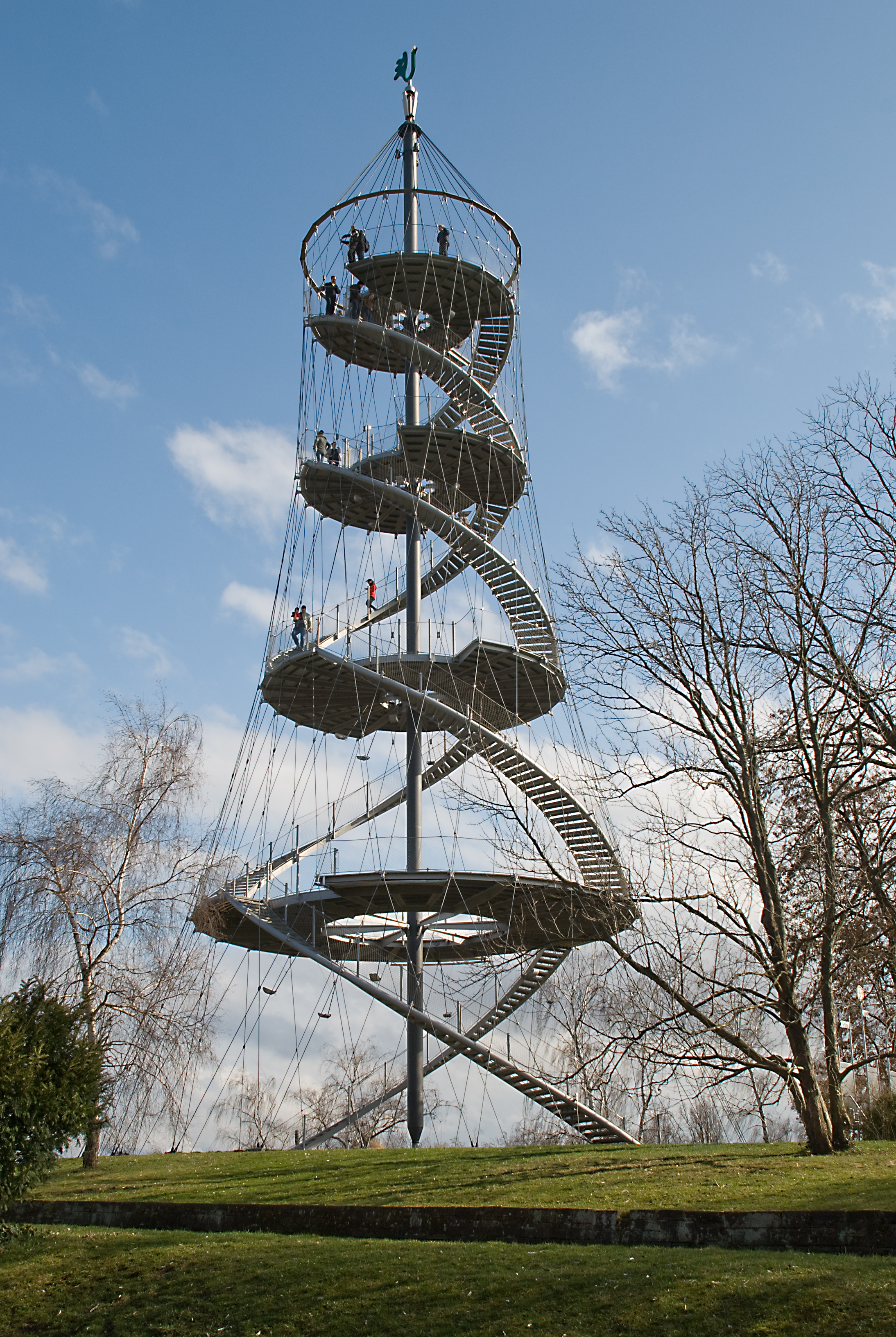
Killesbergturm

Der Killesbergturm in Stuttgart im Höhenpark Killesberg ist ein 40,4 m hoher Aussichtsturm, der 2001 errichtet wurde. Der Park liegt nördlich der Innenstadt als Teil des „Grünen U“, eines Zusammenschlusses von Grün- und Erholungsanlagen, der auch die Schlossgartenanlagen und den Rosensteinpark einschließt.

## Vorgänger

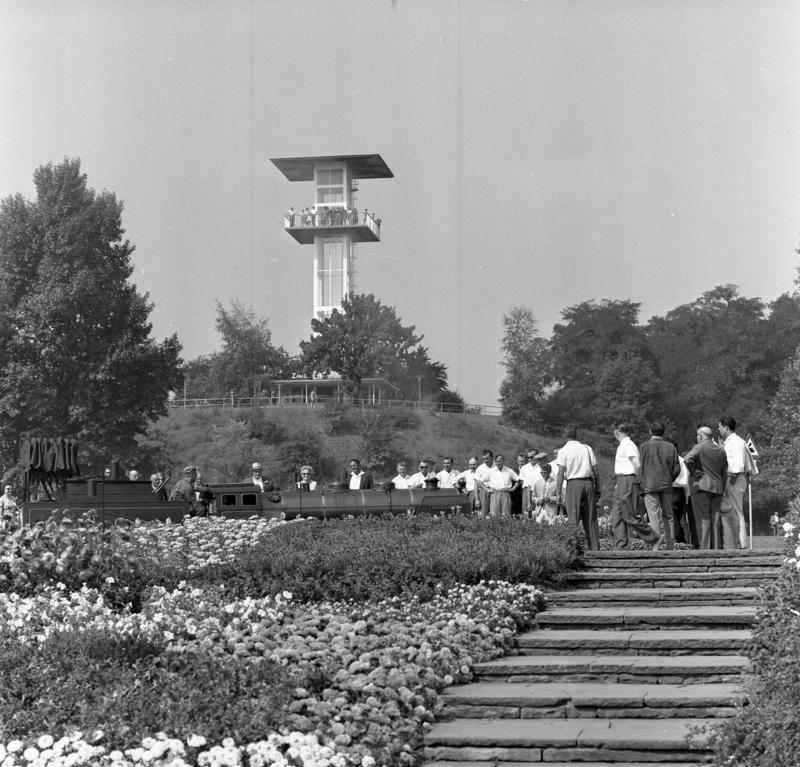
Der erste Killesberg-Turm (1961)

Schon zur Reichsgartenschau 1939 war ein Aussichtsturm geplant. Er wurde allerdings erst 1950 errichtet. Der Turm war vom Gartenschau-Chefplaner Hermann Mattern entworfen worden und wurde von der Maschinenfabrik Esslingen, der Stuttgarter Glasbaufabrik Galetzki und von Aufzug Zaiser auf derselben Hügelkuppe erstellt, auf der der Aussichtspavillon von 1939 gestanden hatte.  Er wurde Zaiser-Turm genannt nach dem Unternehmen, das ihn gestiftet hatte. Auf seiner Spitze trug er eine Sendeeinrichtung.
1974 wurde der Zaiser-Turm abgerissen, weil er einer dringenden Renovierung bedurfte und es keinen Investor gab, der bereit war, die anfallenden Kosten zu übernehmen. 

## Leitgedanke und Zielvorstellung
1985 erhielt die Stadt Stuttgart den Zuschlag zur Durchführung der Internationalen Gartenbauausstellung 1993. Um den Besuchern einen Überblick über einen Großteil des Geländes zu ermöglichen, war eine künstliche Erhöhung notwendig. Als Standort bot sich der Platz auf dem Killesberg an, auf dem früher der Zaiser-Turm gestanden hatte.
Viel schwieriger als die Suche nach dem Standort erwies sich die Planung einer geeigneten Form des Turms. Der Turm sollte filigran sein und sich in die Landschaft einpassen, ohne dabei seine Umgebung und das „Grüne U“ in ihrem Erscheinungsbild zu stören. Das anspruchsvolle Ziel war es zu zeigen, dass moderne Bautechnik mit ihrer Umwelt verträglich sein kann, selbst dann, wenn ein Turm hoch und mit mehreren, zum Teil sehr großen Aussichtsplattformen ausgestattet sein soll.
Letztlich machte Jörg Schlaich den Vorschlag eines Seilnetzturms, der auch umgesetzt wurde. Vorbild dafür war das statische Prinzip der Seilnetz-Kühltürme von Kraftwerken.

## Projektgeschichte

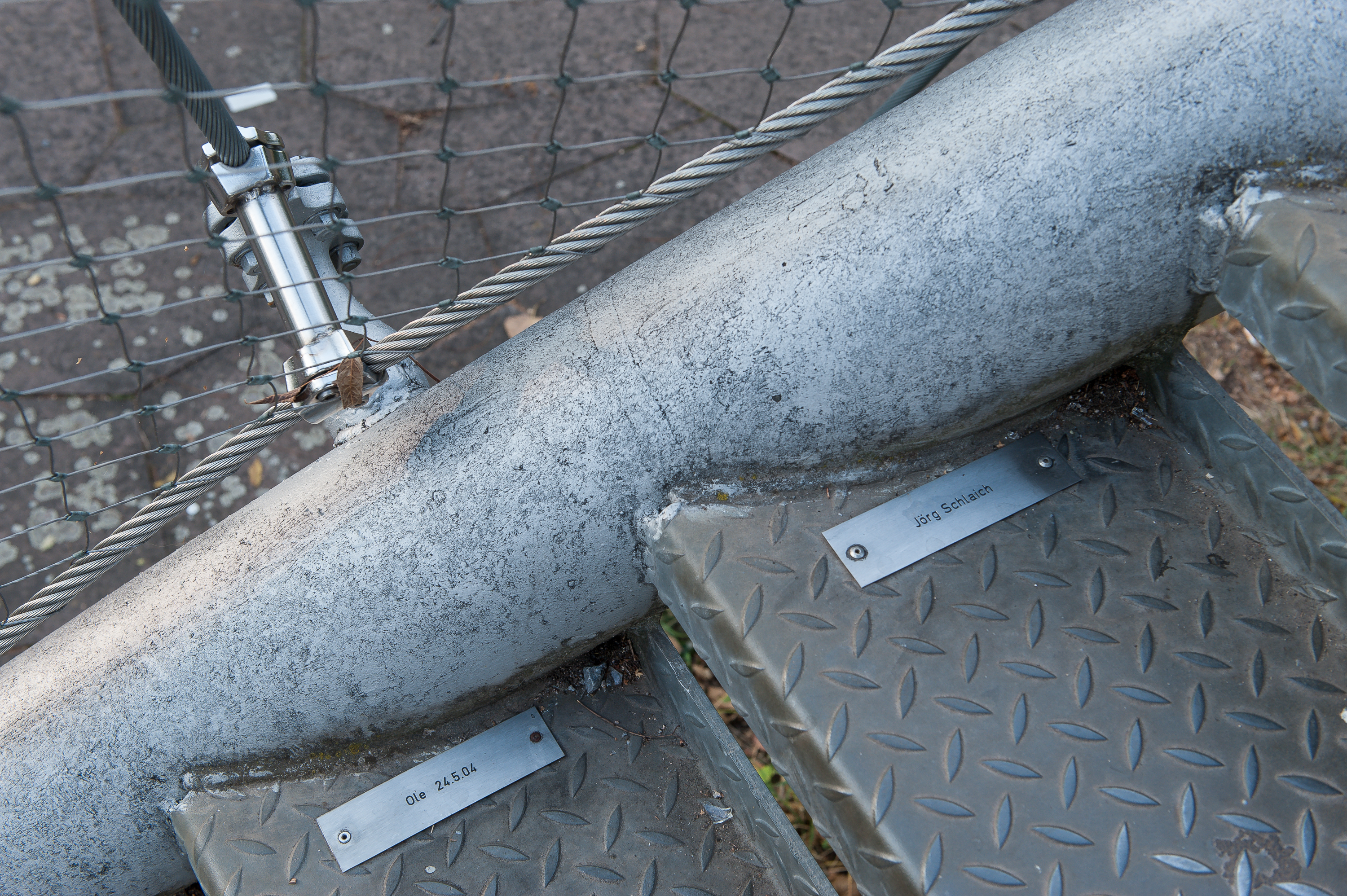
Treppenaufgang mit Patenschildern

Erste Pläne für den Turm, die 1986 schon vorlagen, wurden von 1987 bis 1991 hinsichtlich Gestalt und Ausführung weiterentwickelt und es entstanden Detailplanungen.
Der Gemeinderat stoppte jedoch 1993 das Projekt. Der Veranstalter der IGA hatte sich bei seiner Kostenrechnung verkalkuliert und seinen Etat überzogen. Da nun Finanzmittel umverteilt werden mussten, fiel der Killesbergturm aus der Planung. Eine Stunde nach dem Beschluss des Gemeinderats wurde der Verschönerungsverein Stuttgart e. V. um Hilfe gebeten. Dieser hatte Erfahrung im Spendensammeln. Die Überlegung war, dass der Verein Spenden sammelt und die Stadt Stuttgart die ausstehende Summe aufbringt. Der Verschönerungsverein war dazu bereit, nicht aber die Stadt. Deren Verantwortliche waren der Meinung, der Verein allein solle die Kosten tragen.
Daraufhin fand die IGA 1993 ohne Turm statt. Zwischen 1994 und 1997 wurde der Verschönerungsverein Bauherr. Der Versuch Spendengelder einzuholen, hatte jedoch nur geringen Erfolg. Nach Immobilienverkäufen kam zwar etwas Geld in die Kasse des Vereins, aber bei Weitem nicht genug, um ein Bauvorhaben in dieser Größenordnung finanzieren zu können. Die fehlende Summe belief sich auf 400.000 Mark.
1998 entstand schließlich die Idee der „Turmpatenschaft“: Jede Person bzw. jedes Unternehmen konnte sich mit einer Patenschaft eine der Turmstufen sichern und dort auf einem Spenderschild seinen Namen oder eine Widmung anbringen lassen. Dank dieser Idee wurde schließlich die finanzielle Lücke so weit verkleinert, dass der Verein den Bau des Turms wagen konnte. Es war davon auszugehen, dass die noch offene Summe von 100.000 Mark während der Bauzeit eingehen würde. Am 25. Oktober 2000 erfolgte der erste Spatenstich, die Eröffnung des Turmes fand knapp neun Monate später am 17. Juli 2001 statt.

## Konstruktion

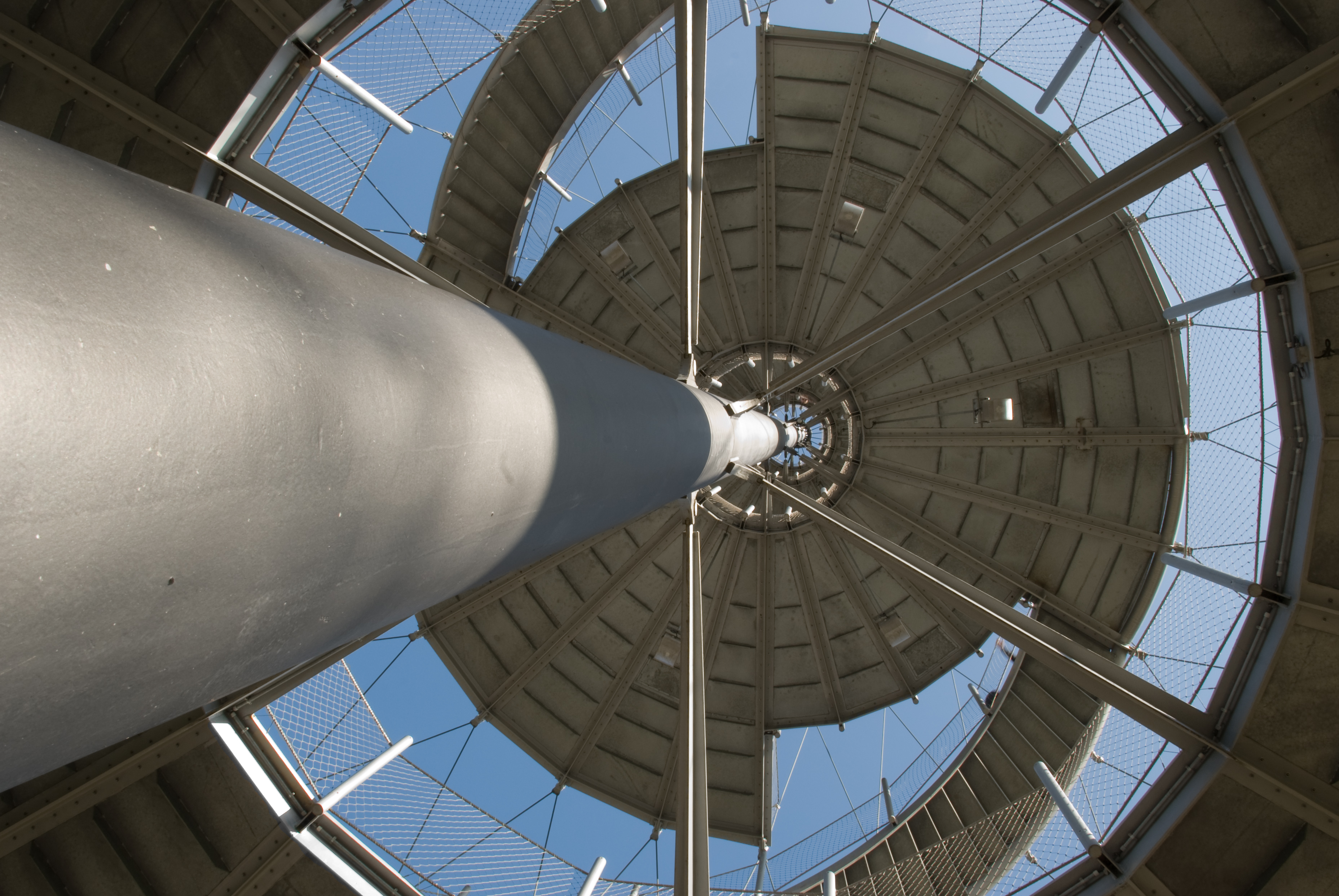
Blick von unten

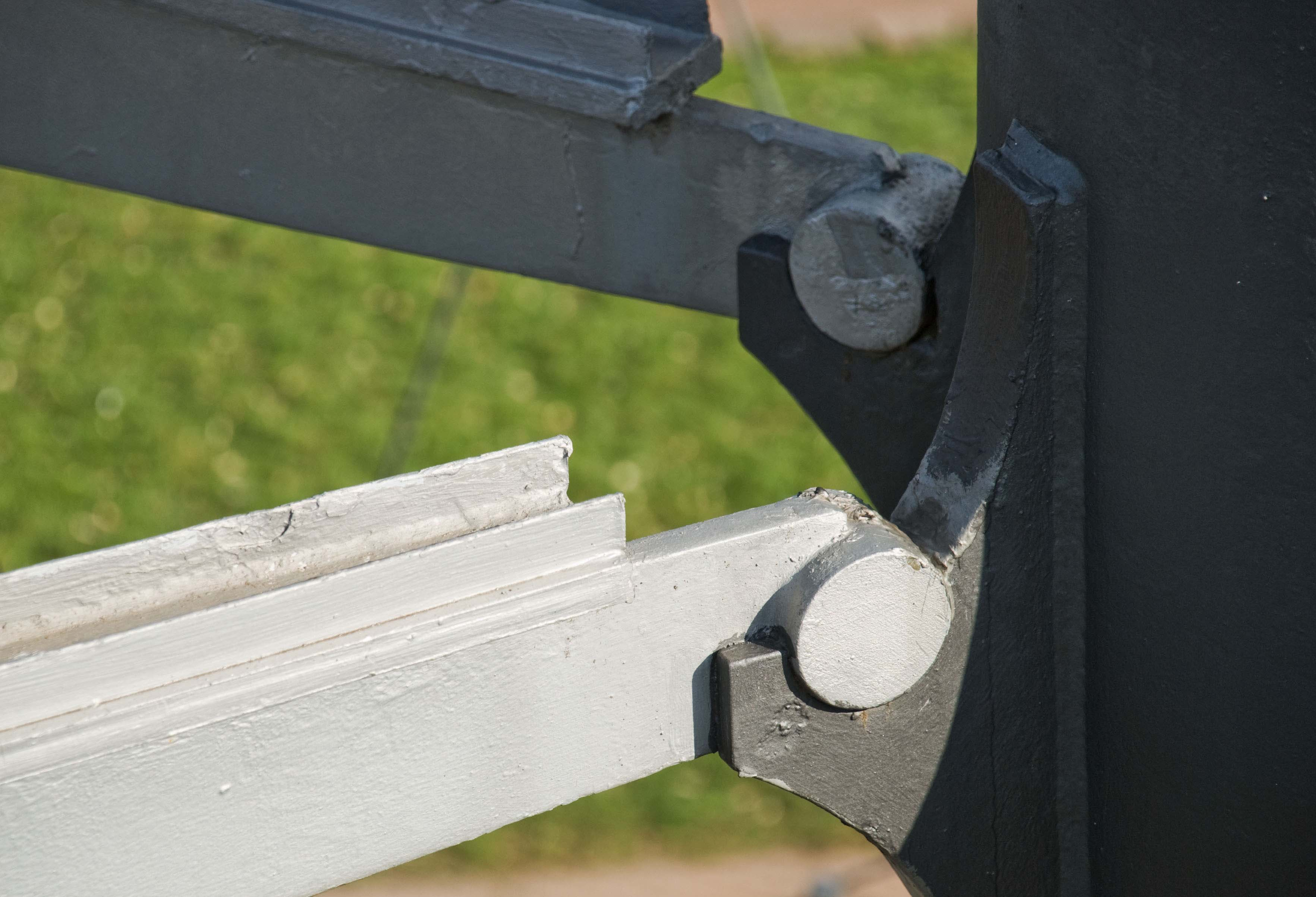
Auflager einer Plattform am Mittelmast

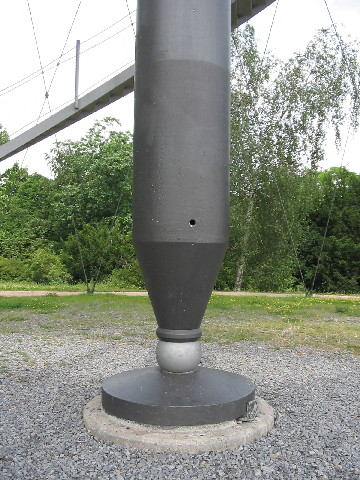
Mastfuß

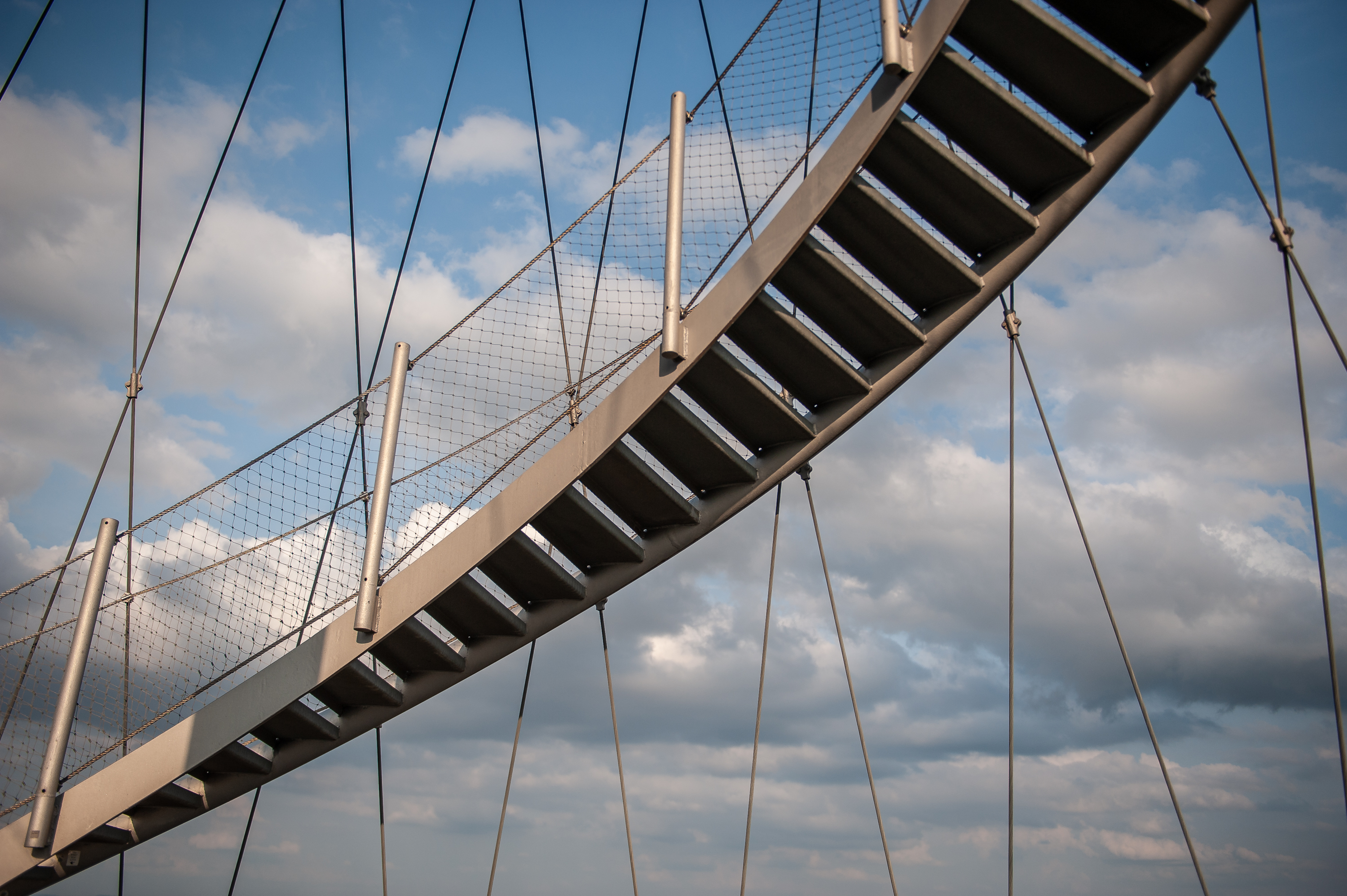
Treppenstufen und Seilnetz

Wesentliche Konstruktionselemente des Turms sind der zentrale, etwa 40 m hohe Mast, dessen Fuß gelenkig auf dem zentralen Fundament gelagert ist, und das Netz aus dreieckigen Stahlseilmaschen. Das Netz ist verspannt zwischen einem ringförmigen Schwergewichtsbetonfundament und einem Druckring („Adventskranz“) in 33,5 m Höhe, der seinerseits über Aufhängeseile mit dem Mastkopf verbunden ist.
Die vier Aussichtsplattformen in 8, 16, 24 und 31 m Höhe sind innen am Mast gelenkig gelagert und an ihrem äußeren Umfang an den Kreuzungspunkten der Netzseile mit Pressfittings am Netz befestigt. An den zwei Aussparungen der Plattformen für die Treppen entfallen diese Befestigungen, sodass zu erkennen ist, wie das Seilnetz etwas „eindellt“. Die Durchmesser der Plattformen sind so gewählt, dass der Turm eine leichte Taillierung aufweist.
Die beiden spiralförmigen Wendeltreppen – je eine für Auf- und Abstieg – werden lediglich vom Seilnetz getragen, indem ihre Rohre an den Stellen, an denen sie die Schrägseile kreuzen, daran festgeklemmt sind. An freien Kreuzungspunkten sind die Seile des Netzes mit einfachen Klemmen verbunden, damit sie nicht aneinander scheuern.
Die Anschlussklemmen der Geländer sowie die Seilklemmen zur Befestigung der Plattformen und Treppen am Seilnetz sind teilweise aus Stahlguss, teilweise gefräst.
Für die Aufhänge- sowie Netzseile werden offene Spiralseile mit einem Durchmesser von 18 mm bzw. 24 mm aus je 37 bzw. 61 Drähten mit einem Durchmesser von 2,6 mm verwendet. Die Zugfestigkeit beträgt 1,57 kN/mm². Dank dieser relativ starken Drähte sind die Seile unempfindlich gegenüber der Querpressung an den Klemmen. Hier wurde eine besonders große Schlaglänge gewählt, da – anders als auf Brückenmasten – die Seile des Turms fast gerade eingebaut wurden.
Sämtliche Seile und deren Beschläge sind verzinkt. Somit ist ein Korrosionsschutz über Jahre hinweg ohne einen Anstrich garantiert. Zusätzlich zur Verzinkung bekamen alle Stahlbauteile einen zweifachen Anstrich. Die Hohlprofile, zu denen der Mast und die Treppenrohre zählen, sind sowohl innen als auch außen verzinkt. Die Riffelbleche der Plattformen und Treppen sind verzinkt.

## Herstellung und Montage

### Die Vorfertigung in der Werkstatt
Stahl- und Seilbauten wie der Killesbergturm werden im Allgemeinen in möglichst großen Einzelstücken (die sich gerade noch transportieren lassen) in den Werkstätten vorgefertigt. Auf den Baustellen werden sie dann zusammengesetzt, verschweißt oder verschraubt. Ausnahmen sind die Fundamente, die an Ort und Stelle gefertigt werden.
Dabei steigt die Notwendigkeit einer präzisen Vorfertigung mit der Komplexität der Konstruktion. Um die Genauigkeit zu gewährleisten, wurden besonders kritische Segmente der Treppen und der Plattformen des Killesbergturms in der Werkstatt zur Probe zusammengebaut und anschließend für den Transport wieder zerlegt.
Ein hoher Aufwand war auch für die Treppenstufen notwendig: Für jede der beiden Treppen wurden die jeweils 174 Stufen einzeln gefertigt, da der Turm nicht nur wendelförmig, sondern auch konisch nach oben verläuft. Die Vorbereitungszeit für die Produktion der einzelnen Stahlteile betrug bis zu drei Wochen.

### Die Baustellenmontage
Hohe Anforderungen wurde bei der Baustellenmontage an das genaue Ablängen der Seile gestellt, damit das Netz später seine vorgegebene Geometrie annimmt und alle Seile gleichmäßig gespannt sind.
Anstatt zuerst den Mast aufzustellen und danach das Netz aufzuspannen, um abschließend die Treppen sowie die Plattformen anzubringen, wurde der Turm in mehreren Abschnitten von unten nach oben errichtet. Erstere Möglichkeit hätte den Nachteil mit sich gebracht, dass die Plattformen in kleine Teile hätten zerlegt werden müssen, damit sie durch die Maschen des Netzes passen. Da man so auf der Baustelle viel Schweißarbeit hätte verrichten müssen, entschied sich die Baufirma gegen diese Möglichkeit.
Mit dem Gerüstsystem wurden die einzelnen Plattformen, welche zwischenzeitlich als Arbeitsplattformen und Hilfsstützen bei der Montage der eigentlichen Plattformen und Treppen dienten, vorgestellt, bis der Mast in seiner gesamten Höhe errichtet war. Das Gerüst wurde hierbei auf den einzelnen Ebenen mit Stahlbelägen ausgelegt. Der Zugang zu allen Arbeitsstationen wurde ermöglicht, indem man Beläge mit integrierten Leitern über die gesamte Höhe von 40 Metern in die Konstruktion integrierte. Die Plattformen wurden von unten nach oben auf dem, Stück für Stück, mitwachsenden Gerüstsystem abgelegt, am Mast gelenkig gelagert und verschweißt.
Im Anschluss wurde ein Stahlring ähnlich wie eine Rohrschelle um den Mast geklemmt. An diesem Ring wurde dann die zusammengeschweißte Plattform provisorisch mit Stahlseilen befestigt. Jetzt war es möglich, das Gerüst bis zur nächsten Plattform weiter aufzubauen und analog die nächste Ebene zu montieren. Der Abstand zwischen den Hilfsebenen des Gerüstes sowie den Turmplattformen betrug 1 Meter.
Bevor abschließend der obere Druckring montiert werden sollte, wurden die Treppen und Plattformen um den Mast herum als Hilfsstützen befestigt. Erst jetzt wurden die Netzseile zwischen dem oberen Netzring und dem Fundamentring schlaff eingebaut und die noch auf den Gerüsten liegenden Plattformen konnten an ihrem äußeren Umfang befestigt werden.
Um dem Netz seine Tragfähigkeit zu verleihen, wurden die Netzseile im Anschluss einzeln an der Fundamentverankerung vorgespannt, um schließlich auch das Gewicht der Treppen zu tragen, die nun an das Netz angehängt wurden. Dabei senkten sich die Plattformen um 6 bis 8 cm und lagen somit frei. Die Schwierigkeit hierbei war, die Plattformen beim Abspannen nicht mit dem Gerüst zusammenstoßen zu lassen. Zu guter Letzt konnten die Hilfsstützen ausgebaut werden, der Turm stand damit frei.
Die Standzeit des Gerüstes für den Killesbergturm betrug 18 Wochen. Insgesamt wurden 4000 m3 Gerüst eingesetzt. Neben den fast 2.000 m Stahlseil wurden 75 t Stahlkonstruktion verbaut.

## Wetterfahne

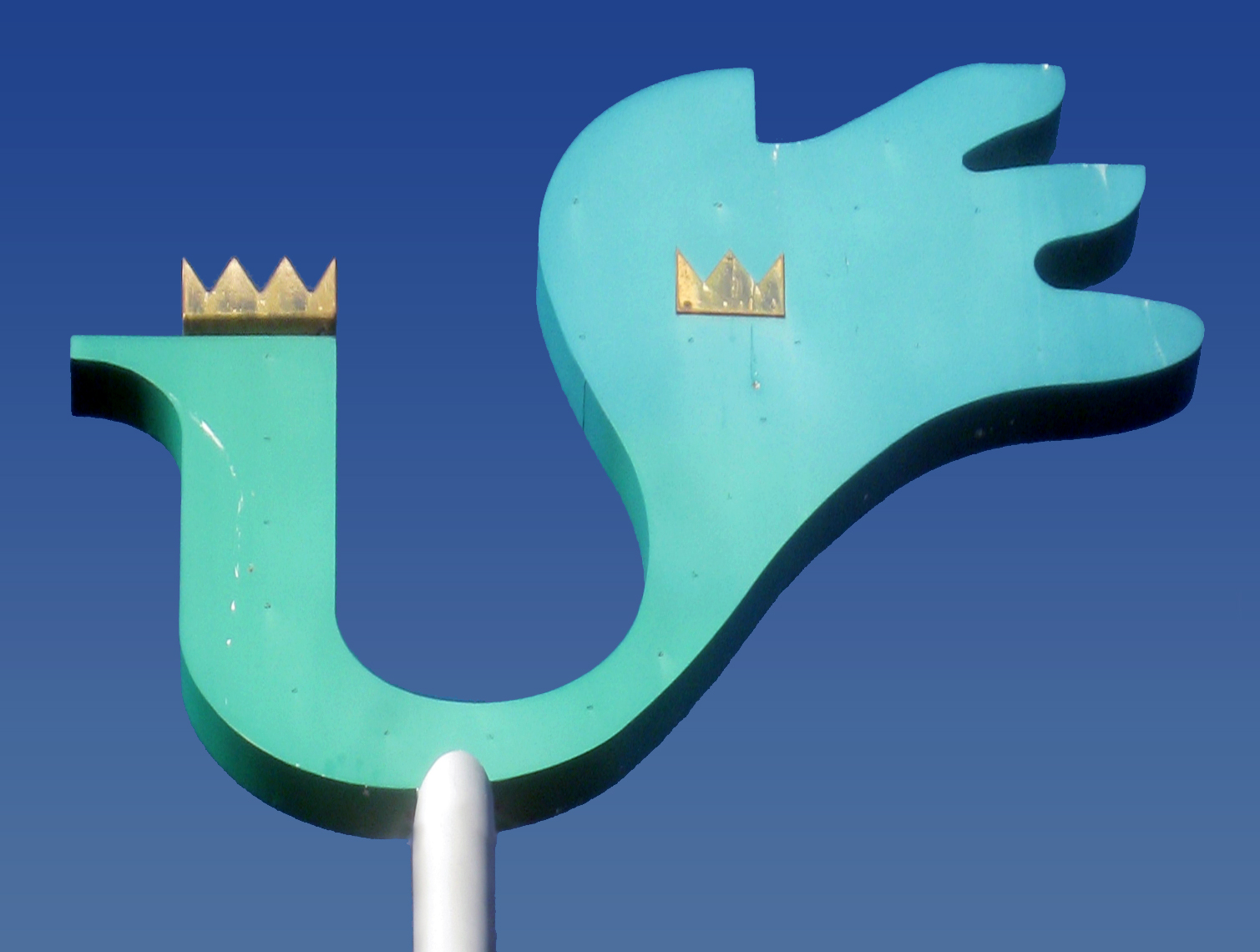
Wetterfahne

Die Wetterfahne des Killesbergturms wurde als Turmhahn von dem Grafiker Bernd Schuler nach dem von dem Landschaftsarchitekten Hans Luz entworfenen Signet des Grünen U gestaltet.
Das Signet entstand aus einer Planfigur, die stilisiert die miteinander verbundenen Parkanlagen des Grünen U vom Neuen Schloss bis zum Bärenschlössle im Rotwildpark zeigt. Nach einer Drehung um etwa 180 Grad geht das Signet in die Figur des Turmhahns über.
„Das von Professor Hans Luz entworfene Signet des »Grünen U«, welches auch weithin sichtbar die Spitze des Killesbergturms ziert, zeigt anschaulich das Konzept von mehreren miteinander verbundenen Parkanlagen und Waldgebieten, welche die Form eines U bilden: ausgehend vom Schlossgarten über Rosensteinpark, Leibfriedscher Garten, Wartberggelände, Killesbergpark und Kräherwald bis zum Schwarz- und Rotwildpark. Dabei wird das Neue Schloss als Ausgangspunkt durch die vierzackige, das Bärenschlössle als Ziel durch die dreizackige Krone versinnbildlicht.“

## Sicherheit des Turmes
Die Gewährleistung der Sicherheit des Turmes und seiner Besucher liegt bei der Stadt Stuttgart.
In die öffentliche Diskussion kam die Sicherheit des Killesbergturms im Herbst 2001 aus Anlass des Selbstmords einer psychisch kranken Frau, welche sich vom Killesbergturm in den Tod stürzte.
Die Betriebssicherheit des Turmes wurde in der Folge in Frage gestellt. Vertreter des Verschönerungsvereins, des Garten- und Friedhofamtes, der Polizei sowie der Konstrukteur Professor Jörg Schlaich trafen sich im Oktober 2001 zu Beratungen. Die Teilnehmer waren sich darüber einig, dass es keine Möglichkeit gibt, Personen, die festen Willens sind, sich von diesem Turm zu stürzen, davon abzuhalten. Vorkehrungen, dies zu verhindern, hätten einen kompletten Umbau erfordert.

## Beleuchtung des Turms

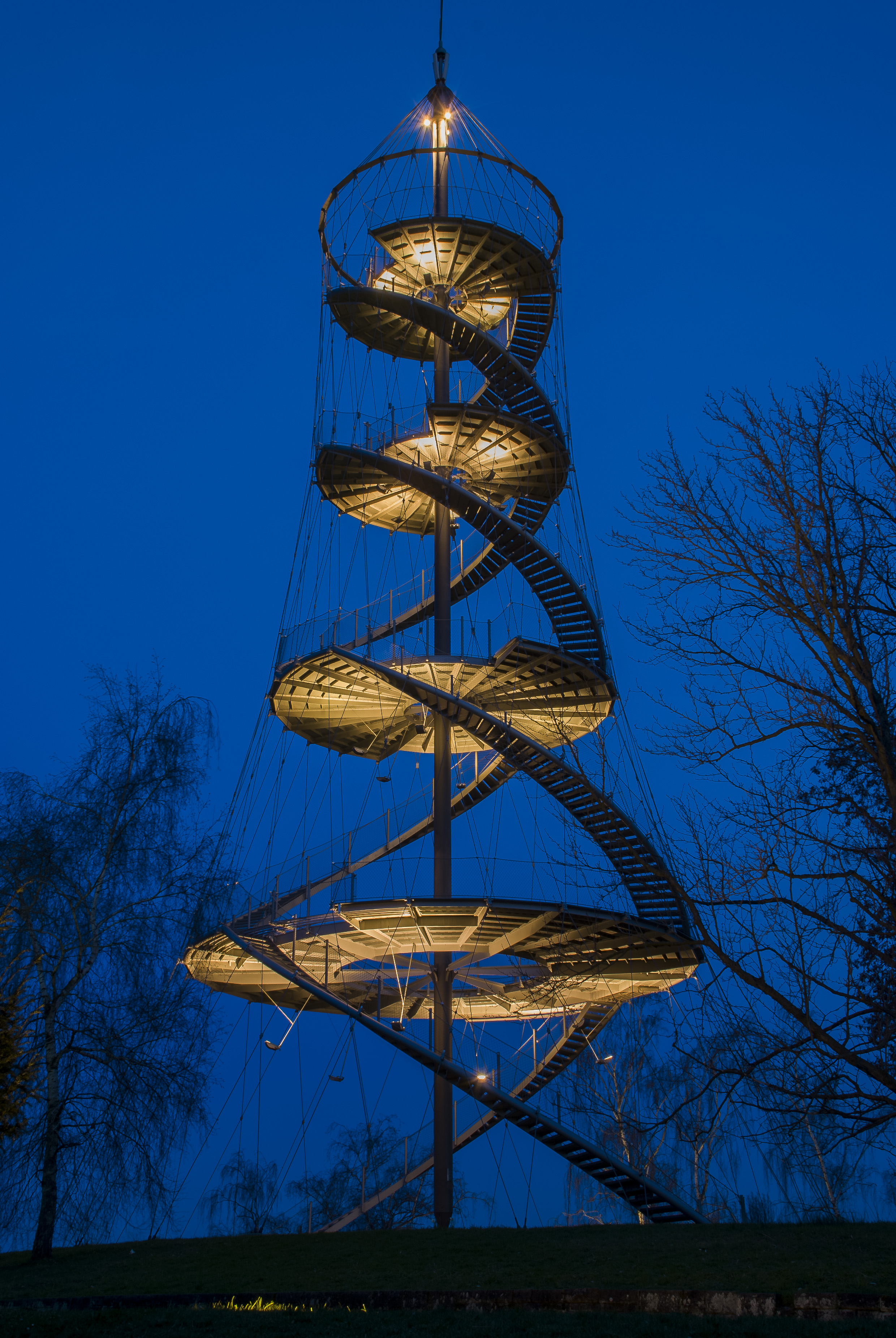
Beleuchtung

Nachts wird der Turm von den unter seinen Plattformen angebrachten Flutlichtern bestrahlt. Jeweils sechs Strahler befinden sich unter den vier Plattformen.
Aus seiner Geometrie ergibt sich jedoch ein Problem. Betrachtete man den Killesbergturm bei Nacht und unter Beleuchtung, so konnte man aus der Ferne nicht seine tatsächliche Form, nämlich die eines Kegels, erkennen. Da lediglich die Unterseiten der Plattformen beleuchtet wurden, sah der Turm bei Nacht eher wie ein Kegelstumpf aus. Der Abschluss des Turmes oberhalb der letzten Plattform war unbeleuchtet.
Inzwischen wurde oberhalb der letzten Plattform eine zusätzliche Beleuchtung angebracht.

## Nutzung
Der Killesbergturm steht allen Personen gegen eine Eintrittsgebühr zum Besuch frei.
Die Öffnungszeiten sind von 7:00 Uhr bis zum Einbruch der Dunkelheit.
Es besteht auch die Möglichkeit, den Killesbergturm für private Feste und Feiern zu mieten. Die Vermarktung erfolgt derzeit durch den Verschönerungsverein Stuttgart e. V.
Da der Killesbergturm weder einen Aufzug noch eine Rollstuhlrampe hat, ist er nicht barrierefrei.

## Folgekosten
Der Verschönerungsverein Stuttgart ist Eigentümer des Killesbergturms. Er trägt die Versicherungskosten und die kleine Bauunterhaltung sowie die Aufwendungen für die Öffentlichkeitsarbeit. Die Stadt Stuttgart trägt die Kosten für die Betriebssicherheit der Anlage.

## Projekt-, Planungs- und Ausführungsbeteiligte
- Bauherr: Verschönerungsverein der Stadt Stuttgart
- Planung und Bauüberwachung: Schlaich, Bergermann und Partner, Stuttgart
- Vermessungsarbeiten: Walter Köpf, Stuttgart
- Fundamente: Wayss & Freytag Ingenieurbau AG, Stuttgart
- Stahlbau, Fertigung und Montage: E. Roleff GmbH, Esslingen
- Seilbau: Pfeifer Seil- und Hebetechnik GmbH, Memmingen
- Netze und Geländer: Carl Stahl, officium design engineering, Stuttgart
- Ausführung der Außenanlagen: Garten- und Friedhofsamt der Stadt Stuttgart

## Der Killesbergturm in Zahlen

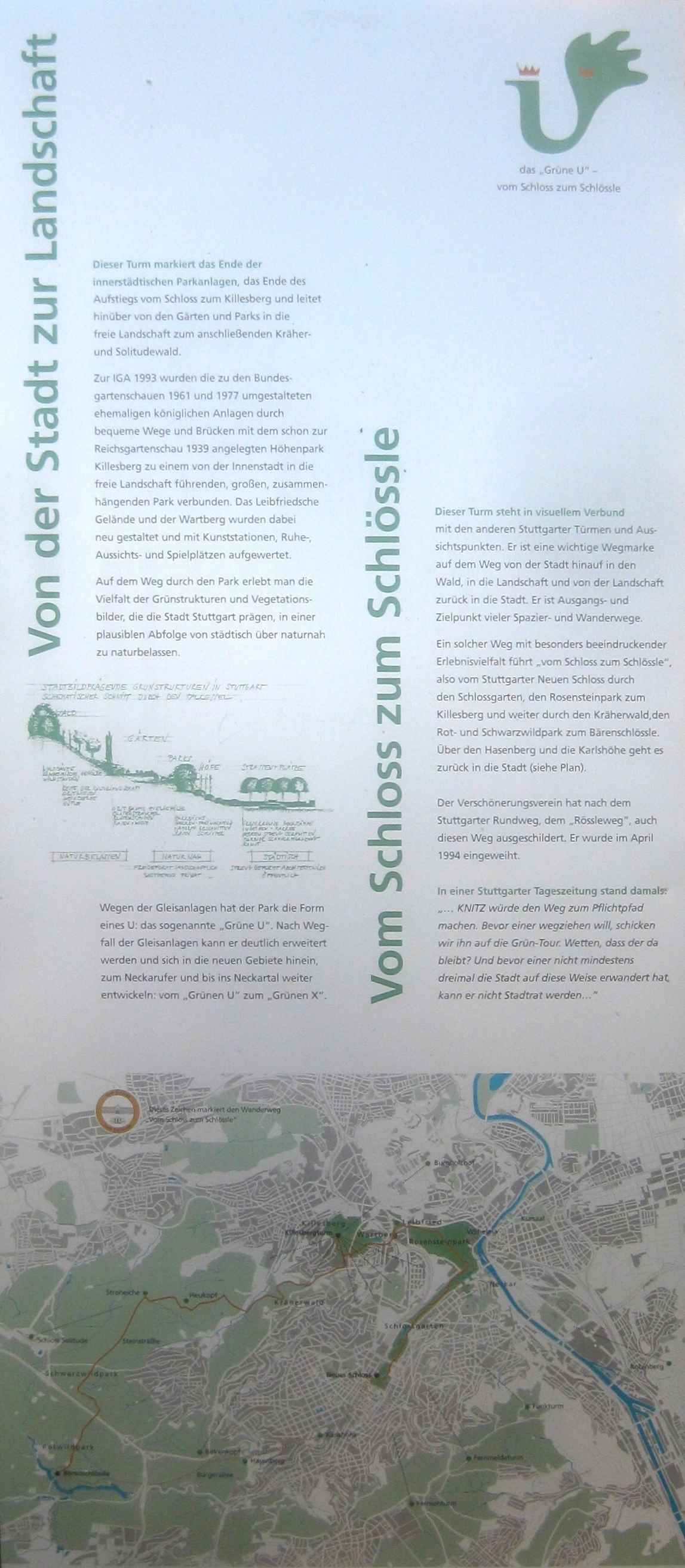
Infotafel 2

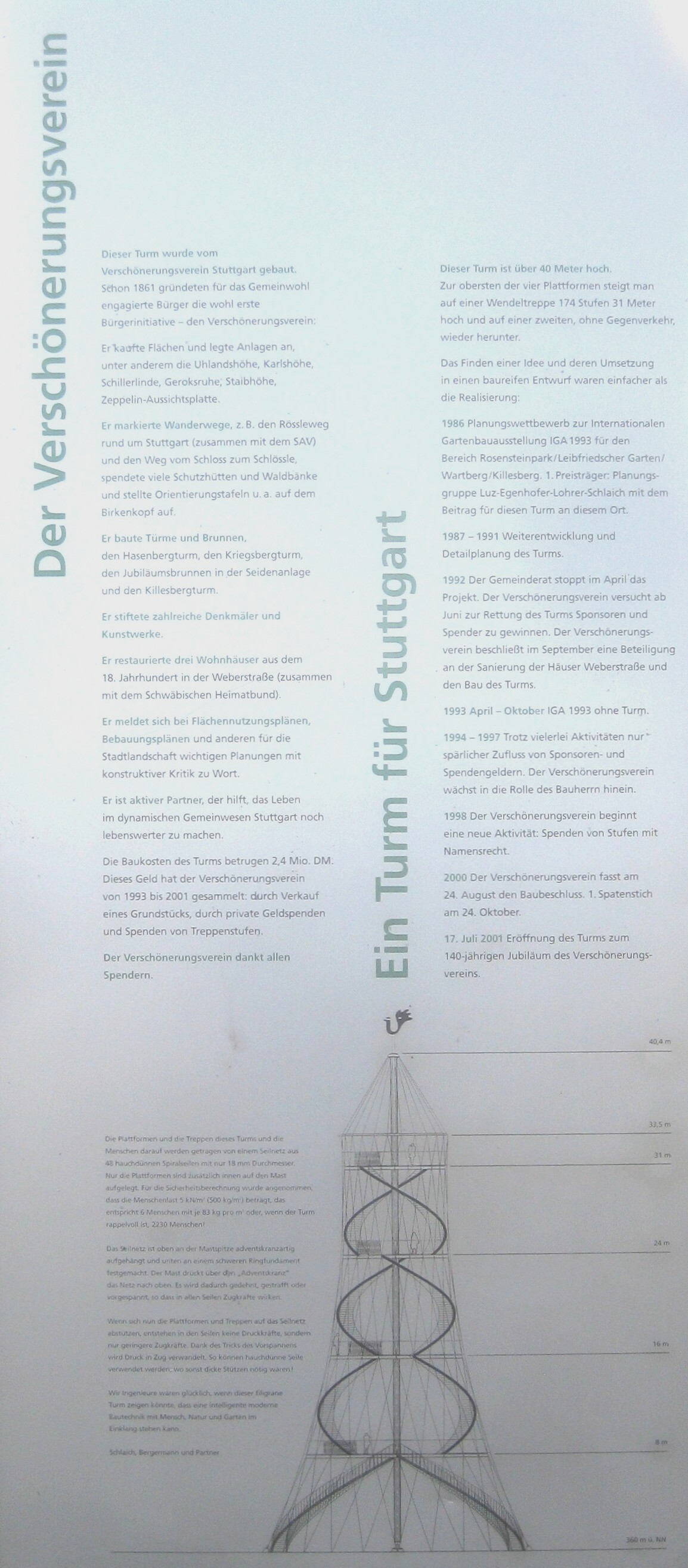
Infotafel 1

- Baukosten: ca. 1,18 Mio. €
- Höhe: 40,4 m[1] (ohne Wetterfahne)
- Breite an der Basis: 21 m
- Eigengewicht: 80 t
- Tragfähigkeit: 185 t
- Aussichtsebenen: 4
- Anzahl der Spiralseile: 48
- Anzahl der Treppenstufen: 348
- Mast
  - Druckkraft unter Vorsp. (VS) allein: 3500 kN
  - Durchmesser: 508 mm
  - Wandstärke: 25 mm
- Seilnetz
  - Zugkraft in jedem der 48 Seile unter VS: 88,5 kN
- Oberer Druckring
  - Max. Druckkraft im Ring: 410 kN
  - Max. Zugkraft in den 24 Aufhängeseilen: 186 kN
- Obere Plattform
  - Max. horizontale Verformung unter einseitiger Last und vollem Wind: 110 mm
  - Max. vertikale Verformung des Außenrandes unter Volllast und Wind: 22 mm
- Koordinaten des Killesbergturms: 48° 48′ 18,9″ N, 9° 10′ 16,7″ OKoordinaten: 48° 48′ 18,9″ N, 9° 10′ 16,7″ O